# Pristimantis jorgevelosai
Pristimantis jorgevelosai är en groddjursart som först beskrevs av Lynch 1994.  Pristimantis jorgevelosai ingår i släktet Pristimantis och familjen Strabomantidae. IUCN kategoriserar arten globalt som starkt hotad. Inga underarter finns listade i Catalogue of Life.